# Рамирес, Арселия
Арселия Рамирес (исп. Arcelia Ramirez Coria) (7 декабря 1967, Мехико, Мексика) — известная мексиканская актриса.

## Биография
Родилась 7 декабря 1967 года в Мехико. В мексиканском кинематографе дебютировала в 1985 году и с тех пор снялась в 73 работах в кино в качестве актрисы и продюсера. Телесериалы Моя вторая мама, Ад в маленьком городке и Золотая клетка оказались наиболее популярными в карьере актрисы, ибо были проданы во многие страны мира. Фильм Танцы под ущербной луной является также популярным российско-мексиканским фильмом в карьере актрисы. Актриса была номинирована 8 раз на различные премии и все 8 раз побеждала в них, после чего вышла на мировой уровень популярности.

## Фильмография

### В качестве актрисы
1
Убежище
Refugio ... Valentina
2
Journey (2018)
... Petra
3
About Family (2017)
... Madre; короткометражка
4
Veronica (2017)
... The Psychologist
5
De Familia (2017)
... Madre; короткометражка
6
El Chema (сериал, 2016 – ...)
... Elvira Mendivil
7
Хуана Инес (мини-сериал, 2016)
Juana Inés ... Juana Inés
8
Fisuras (2016)
... Leticia; короткометражка
9
Дорога к судьбе (сериал, 2016)
Un camino hacia el destino ... Maribel
10
Mientras Duermo (2015)
... короткометражка
11
Bleak Street (2015)
... Zema
12
La calle de la amargura (2015)
... Zema
13
Las horas contigo (2015)
... Isabel
14
Los Bañistas (2014)
... Esposa de Martin
15
Цвет страсти (сериал, 2014)
El color de la pasión ... Sara
16
Камелия из Техаса (сериал, 2014)
Camelia La Texana ... Ignacia 'La Nacha'
17
Две Луны (сериал, 2014)
Dos Lunas ... Dr. Elisa Cabrera
18
Jirón de Niebla (2013)
... Irasema
19
Добрый день, Рамон (2013)
Guten Tag, Ramón ... Rosa
20
Инструкции не прилагаются (2013)
No se aceptan devoluciones ... Judeisy
21
Potosí (2013)
... Estela
22
По сердечным причинам (2011)
Las razones del corazón ... Emilia
23
Rock Marí (2010)
... Elea
24
El que habita las alturas (2009)
... María
25
Они... радость дома (сериал, 2009)
Ellas son... la alegría del hogar ... Silvia
26
Как бы я не хотел (2008)
Cómo no te voy a querer ... Madre de Hugo
27
Путешествие Тео (2008)
El viaje de Teo ... Maria
28
Cielo (ТВ, 2007)
... Julia
29
El brassier de Emma (2007)
... Amparo
30
Последний взгляд (2006)
La última mirada ... Hermana Irma
31
Девочка в камне (2006)
La niña en la piedra ... Alicia
32
Секс, любовь и другие извращения (2006)
Sexo, amor y otras perversiones ... Mercedes
33
Бесконечно, как пустыня (мини-сериал, 2004)
Tan infinito como el desierto
34
Академия любви (сериал, 2003)
Dos chicos de cuidado en la ciudad ... Claudia
35
Левша (2003)
Zurdo ... Martina
36
Malos presagios (2002)
... короткометражка
37
Франсиска (2002)
Francisca
38
Написанное на теле ночи (2001)
Escrito en el cuerpo de la noche
39
Никто тебя не слышит: Аромат фиалок (2001)
Nadie te oye: Perfume de violetas ... Alicia, madre de Miriam
40
Улица невест (сериал, 2000)
La calle de las novias ... Emilia Mendoza
41
Хроника завтрака (2000)
Crónica de un desayuno ... Yolanda
42
Игры под Луной (2000)
Juegos bajo la luna ... Carmen Luisa
43
Такова жизнь (2000)
Así es la vida... ... Julia
44
София (2000)
Sofía ... Sor Juana
45
Танцы под ущербной луной (1999)
En un claroscuro de la luna ... Ana
46
Любовь моей жизни (видео, 1999)
Amor de mis amores
47
Тюрьма 3 (1999)
Reclusorio III
48
Brisa de Navidad (1999)
... Madre; короткометражка
49
Rizo (1999)
... Lucía / Sandra
50
Комета (1999)
El cometa ... Pussy Cordelia
51
Кориандр и петрушка (1998)
Cilantro y perejil ... Susana Limón
52
Золотая клетка (сериал, 1997)
La jaula de oro ... Martha
53
Ад в маленьком городке (сериал, 1997)
Pueblo chico, infierno grande ... Ignacia Rentería
54
Последний звонок (1996)
Última llamada ... Leticia
55
Там за мостом (сериал, 1994)
Más allá del puente ... Carolina
56
El tesoro de Clotilde (1994)
... Lupita
57
El triste juego del amor (1993)
... Aurora
58
Последняя битва (1993)
La ultima batalla ... Mama De Beto
59
Навстречу солнцу (сериал, 1992)
De frente al sol ... Carolina
60
Mi primer año (1992)
... короткометражка
61
Змеи и лестницы (1992)
Serpientes y escaleras ... Valentina
62
Agonia (1991)
... короткометражка
63
Как вода для шоколада (1991)
Como agua para chocolate ... Bisnieta
64
Город слепых (1991)
Ciudad de ciegos ... Mara
65
Женщина Бенджамина (1991)
La mujer de Benjamín ... Natividad
66
Двустороннее зеркало (ТВ, 1990)
The Two Way Mirror ... Susana; короткометражка
67
Ceremonia (1990)
... короткометражка
68
Моя вторая мама (1989)
Mi segunda madre ... Alma
69
El secreto de Romelia (1988)
... Young Romelia
70
En un bosque de la China (1987)
... короткометражка
71
Отмеченное время (сериал, 1986 – 1990)
Hora Marcada ... Joven
72
El centro del laberinto (1985)
... короткометражка
73
Женщина, случаи из реальной жизни (сериал, 1985 – ...)
Mujer, casos de la vida real

#### Камео
74
Три кинотеатра (сериал, 1984 – 2016)
Cinema 3

### В качестве продюсера
1
Veronica (2017)
... ассоциированный продюсер